# Маргарита Бургундска
Маргарита Бургундска е графиня на Тонер и кралица на Сицилия и Неапол – втора съпруга на сицилианския и неаполитански крал Карл I Анжуйски.

## Произход и ранни години
Родена е през 1234 г. Тя е втора от четирите дъщери на Юд Бургундски – граф на Невер, Оксер и Тонер, и на Матилда дьо Бурбон-Дампиер.
През 1262 г. Маргарита наследява от майка си Графство Тонер. Една от сестрите на Маргарита обаче дълго време оспорва начина, по който били разделени владенията на покойните им родители, поради което през 1273 г. била предприета нова подялба на Невер, Оксер и Тонер между четирите сестри.

## Кралица на Сицилия и Неапол
На 18 ноември 1268 г. Маргарита Бургундска се омъжва за сицилианския крал Карл I Анжуйски, чиято първа съпруга Беатрис Прованска умира една година преди това. От брака на Карл и Маргарита се ражда една дъщеря, която умира още като дете.
През 1277 г. Маргарита става титулярна кралица на Йерусалим, след като Карл I откупва йерусалимската корона от титулярната йерусалимска кралица Мария Антиохийска. През 1282 г. обаче на о. Сицилия избухва Сицилианската вечерня – въстание срещу управлението на Карл I, което довежда до откъсването на острова от владенията на Карл I и обособяването му като самостоятелно Сицилианско кралство под властта на арагонския крал Педро III. Маргарита и съпругът ѝ обаче запазват властта си в континенталната част на Южна Италия, която се обособява в самостоятелното Неаполитанско кралство, а Маргарита започва да се титулува и кралица на Неапол.

## Следващи години
След смъртта на Карл I Маргирата се оттегля във владенията си в Тонер. Там тя запазва управлението на наследствените си земи и се занимава предимно с благотворителност, и основава болница в Тонер, на която оставя значителни приходи за издръжка.
През 1293 г. Маргарита съставя завещание, според което владенията ѝ в Тонер трябвало да бъдат наследени от племенника ѝ Гийом дьо Шалон-Оксер – син на сестра ѝ Алис. Гийом обаче умира преди леля си, поради което наследник на владенията ѝ става синът му Жан II дьо Шалон-Оксер.
Маргарита Бургундска умира на 4 септември 1308 г. На 5, 6, и 7 септември 2008 г. в Тонер се организират празненства в нейна памет.